# Renier Zen
Ranieri Zeno (Venezia, 1200 circa – Venezia, 7 luglio 1268) fu il 45º doge della Repubblica di Venezia dall'8 gennaio (o 15 o 25) 1253 fino alla sua morte.

## Biografia
Nacque, verosimilmente all'inizio del Duecento, da Pietro di Ranieri Zeno. Poco si conosce del padre, mentre ci è più noto il nonno, personalità di spicco nella Venezia dell'ultimo quarto del XII secolo. Non è stata tramandata l'identità della madre.
La prima notizia sul suo conto risale al 1225, quando era podestà di Pola; questa città, come il resto dell'Istria, era sottoposta al patriarca di Aquileia, ma vi sussisteva una forte componente filoveneziana. Nel 1227-28 fu podestà di Chioggia.
Successivamente svolse una carriera fuori dal comune: mentre la gran parte dei veneziani orientava la propria attività politica entro i confini della Repubblica, lo Zeno ricoprì numerose podesterie in città dell'Italia settentrionale.
Anzitutto, nel 1229-30, fu podestà di Verona dove fu impegnato nella riconciliazione delle fazioni locali e nella costruzione di una chiesa con convento da dedicare a san Francesco d'Assisi, morto appena quattro anni prima (è l'attuale complesso di San Francesco al Corso). Nel 1231-32 governò Bologna, dove fu in attrito con il vescovo Enrico della Fratta tanto da venire colpito dalla scomunica con l'intera città. Trascorsa una parentesi in patria come podestà di Chioggia nel 1233-34, nel biennio successivo fu podestà di Treviso, minacciata dai fratelli Ezzelino III e Alberico da Romano. Nel 1237 fu a Piacenza, dove invitò delle monache cistercensi a trasferirsi presso la chiesa di Santa Maria della Celestia per fondarvi un convento. Nel 1239 era di nuovo podestà di Chioggia. Ancora a Bologna nel 1239-40, in questa occasione guidò l'esercito cittadino, alleato dei veneziani e di Azzo VII d'Este, nel vittorioso assedio di Ferrara contro Salinguerra II Torelli.

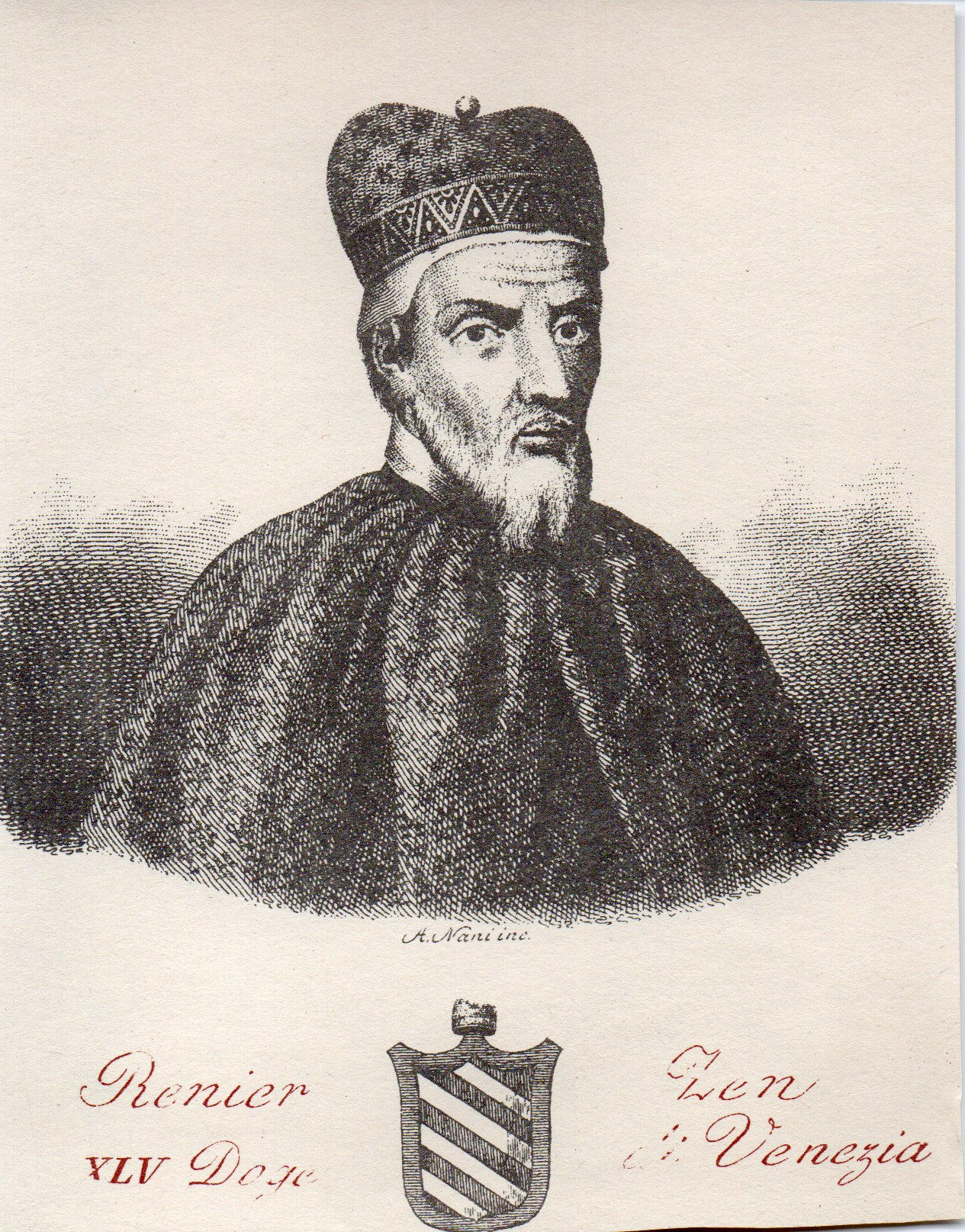

Dopo questo periodo all'estero, lo Zeno spostò la propria attività a favore di Venezia. Si era negli anni in cui i da Romano assumevano il controllo della terraferma veneta, mentre infuriava la lotta tra Federico II di Svevia, il Papato e la Lega Lombarda; in questo contesto, l'allora doge Giacomo Tiepolo aveva impostato la propria politica su posizioni antimperiali.
Nella primavera del 1242 fu nominato comandante di una flotta e inviato a Zara, che si era ribellata alla Serenissima espellendo il conte Giovanni Michiel e i veneziani residenti. La città dalmata aveva chiesto invano la protezione di Federico II, ma ottenne invece l'aiuto Bela IV d'Ungheria che inviò un proprio contingente. Il 5 luglio, dopo due mesi di assedio, i veneziani riuscirono a riprendere il controllo della città, nel frattempo abbandonata dai soldati ungheresi.
Nonostante questo successo, cresceva a Venezia il malcontento nei confronti del doge, alimentato dalla politica antimperiale, dai costi della guerra e, si disse, anche dalle sue ambizioni personali. Nel 1245, come riportato da Martino da Canal, lo Zeno, assieme a Marino Morosini e a Giovanni Canal, prese parte al Concilio di Lione come rappresentante di Venezia e qui fu decretata la deposizione di Federico II. Sulla strada del ritorno, furono tratti in ostaggio da Amedeo IV di Savoia e condotti presso l'imperatore. Essi si scusarono con il sovrano, dissociandosi dalla linea politica del doge, e Federico, dopo averli redarguiti, si disse disponibile ad una pace con Venezia.
Si tratta di un episodio cruciale, in quanto delle personalità veneziane di prestigio (lo Zeno e Morosini sarebbero diventati entrambi dogi) avevano sconfessato apertamente la politica ducale. Da questo momento non si svolsero ulteriori attriti tra Venezia e l'imperatore.
Mantenne un ruolo di rilievo sino alla fine del dogato del Tiepolo. Nel 1247 risulta advocatus del monastero di San Lorenzo di Ammiana. Nello stesso anno, assieme agli stessi Morosini e Canal, fu inviato a Zara dove, il 6 ottobre, ricevette dagli abitanti il giuramento di un trattato con Venezia. Un mese dopo, tornato in laguna, sostenne di fronte al doge le richieste dei francescani della città dalmata.
Durante il governo di Marino Morosini non sembra aver ricoperto cariche importanti, ma secondo la Venetiarum historia trecentesca fu procuratore di San Marco, titolo che spesso preludeva all'ascesa al dogato.
Investì notevoli somme in imprese commerciali dei mercanti veneziani: alla sua morte i suoi beni mobili consistevano in 39.000 lire veneziane, il 60% dei quali erano formati da 132 carte di commenda.

### Dogato
Alla morte di Marino Morosini concorse al dogato con Marco Ziani e vinse con 21 voti su 41 disponibili.
Al momento dell'elezione era podestà a Fermo e rientrò in città solo dopo circa un mese.
Per festeggiare la sua elezione s'organizzò una grande giostra di cavalieri che richiamò l'interesse internazionale e rimase a lungo nella memoria del popolo, come fanno capire le cronache dell'epoca, entusiaste di tale insolito spettacolo.
Se il dogado cominciò bene il compito dello Zen si fece subito in salita.
Nel 1256 – 1259 la Marca Trevigiana fu scossa dalla guerra tra il papa, sostenuto da Venezia e da Treviso, ed Ezzelino da Romano.
Solo con la morte di quest'ultimo, nel 1259, la situazione si placò un po'.
Risolta la situazione in Italia esplose subito la guerra con Genova.
Le due potenze marinare, divise sul fronte economico – politico, si trovarono a discutere sull'appartenenza del monastero di S. Saba nella città di Tiro: nel 1255 i genovesi ne presero possesso saccheggiando il quartiere veneziano.

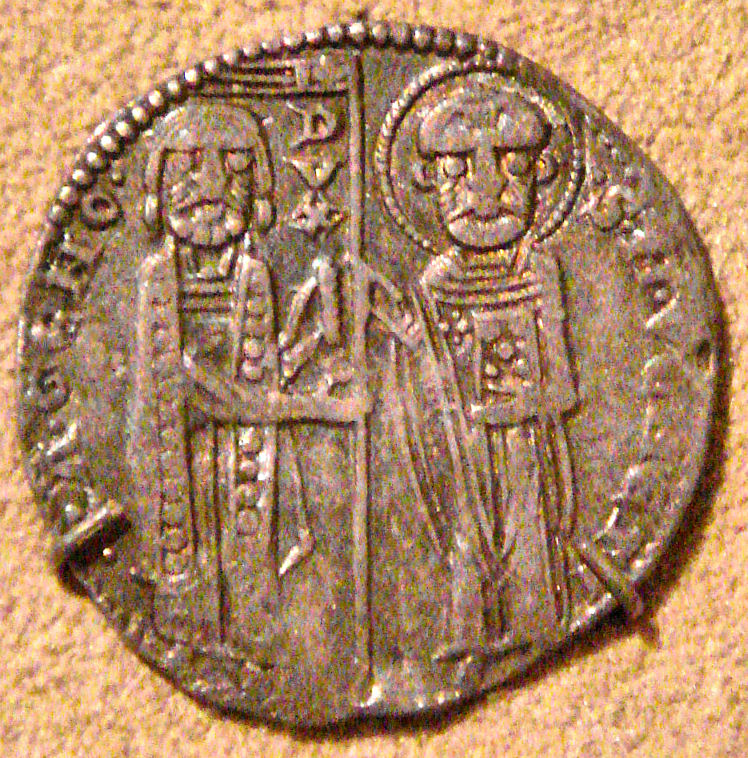
Moneta raffigurante Renier Zen

Lorenzo Tiepolo, futuro doge e all'epoca ammiraglio della flotta, intervenne e nel 1257 distrusse la flotta genovese durante la Battaglia di Acri e pure il monastero, portando a Venezia molte delle sue parti (alcune colonne sono ancor oggi visibili presso il Palazzo Ducale, davanti alla Porta della Carta).
Genova, sconfitta, decise allora di abbattere l'impero di Costantinopoli, filo veneziano, sostituendo la dinastia allora regnante con quella dei Paleologo, dinastia a cui apparteneva il noto generale Michele II Paleologo (trattato di Ninfeo, 1261).
La caduta di Costantinopoli bloccò l'accesso al Mar Nero a Venezia.
Venezia rispose armando poderose flotte al comando di Gilberto Dandolo e spedendole contro Genova: due importanti vittorie (Morea 1262 e Settepozzi, 1263) migliorarono la situazione ma non mutarono in modo definitivo la questione.

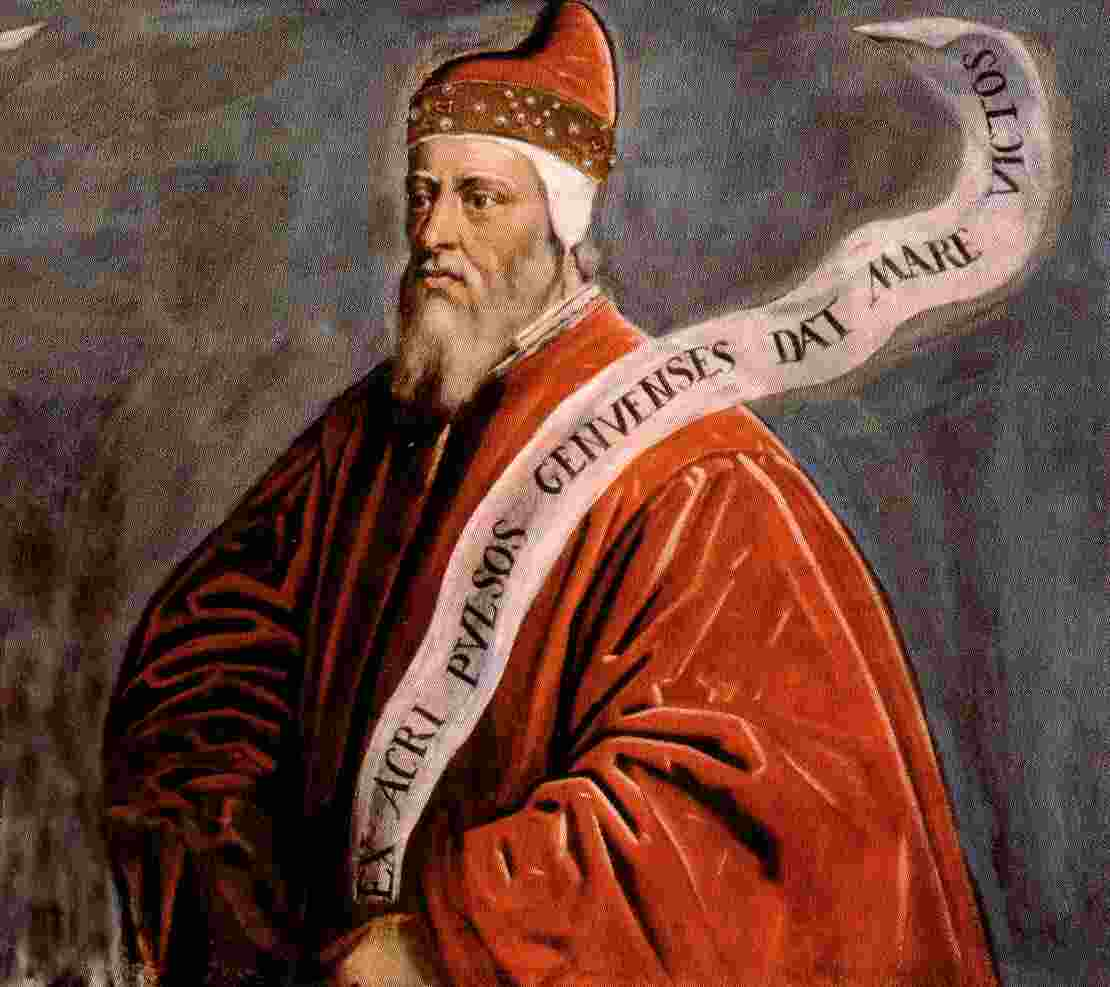
Doge Renier Zen, Palazzo Ducale

Giunti ad un punto morto nel 1265 Venezia stipulò una tregua quinquennale e, nel 1270, una pace definitiva con il Trattato di Cremona: pur con numerosi privilegi non aveva più il predominio dei commerci, diviso con Genova.
All'epoca Renier Zen era già morto.
Sarebbe comunque riduttivo citare questo dogado solo per le numerose guerre combattute; occorre ricordare l'approvazione degli Statuta che, in 129 articoli, crearono una legislazione marittima efficace e moderna.
Durante il dogado si cercò di ridurre ogni possibile frattura tra classi sociali, dando origine a quell'armonia tra il popolo e l'aristocrazia che terrà salda la Repubblica veneziana, oligarchica, sino alla sua fine.
Remiero Zeno morì il 7 luglio 1268.
Nella Sala del Maggior Consiglio di Palazzo Ducale il suo ritratto è accompagnato da un cartiglio con una scritta in latino che recita: "Ex acri Genuenses dat mare victos (In mare consacra la sconfitta dei genovesi già respinti da Acri.)."